# 돌아온 선창
"돌아온 선창"은 1969년 공개된 대한민국의 영화이다.

## 배역
- 윤양하
- 남정임
- 이순재
- 허장강